# Italiani di Toronto

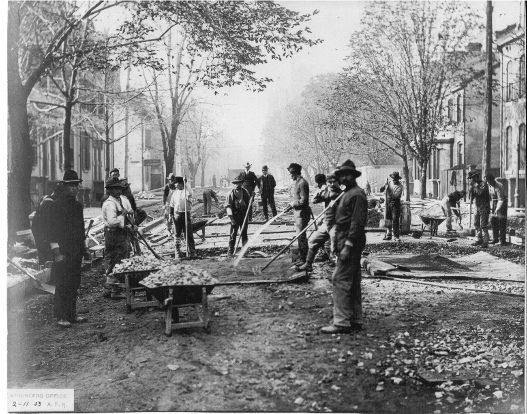
Immigrati italiani posano i ciottoli su King Street nel 1903

Italo-canadesi come percentuale della popolazione per suddivisione del censimenti

Gli italiani di Toronto sono una cospicua comunità di origine italiana residente nella Grande Toronto, che costituisce il 30,3% degli italocanadesi. Toronto ospita la quarta più grande popolazione di origine italiana dopo San Paolo, Buenos Aires e New York. Al censimento del Canada del 2021, risultavano 468.970 italocanadesi nella Grande Toronto e 444.755 nell'area metropolitana di Toronto.
L'immigrazione italiana a Toronto ebbe inizio a metà del XIX secolo, ma la prima vera ondata migratoria avvenne all'inizio del XX secolo. Gli immigrati si stabilirono inizialmente in un'area allora conosciuta come The Ward, tra University Avenue e College Street. Negli anni '20, la maggior parte degli italiani si era spostata a ovest di Bathurst Street e l'area di College-Clinton era diventata la principale Little Italy della città. L'immigrazione italiana riprese nel secondo dopoguerra, quando circa 20.000-30.000 italiani immigrarono annualmente in Canada tra l'inizio degli anni '50 e la metà degli anni '60, trovando principalmente impiego nel settore edilizio.
Già nel 1961 la presenza di nuovi immigrati non italiani aveva già iniziato a cambiare l'aspetto di Little Italy. Dagli anni '70, gli immigrati italiani di Little Italy si sono spostati verso nord, più precisamente in Corso Italia nei pressi di St. Clair Avenue West, mentre tra gli anni '70 e '80, gli immigrati italiani si sono trasferiti nelle parti nord-occidentali della città.

## Storia
Soldati di ventura e intellettuali provenienti dall'Italia immigrarono a Toronto prima del 1850. Nel 1860, 17 italiani vivevano in città. Fino al 1880 ambulanti e artigiani provenienti dal nord Italia, in particolare da Genova, continuarono ad giungere in Canada. All'inizio del XX secolo l'immigrazione italiana divenne massiccia, passando da 4.900 italiani nel 1911 a 9.000 nel 1921, costituendo quasi il due per cento della popolazione totale. Circa 40.000 italiani giunsero in Canada, in particolare a Toronto, durante il periodo tra le due guerre, principalmente dall'Italia meridionale, dove la depressione economica e la sovrappopolazione avevano portato molte famiglie alla povertà.
L'immigrazione italiana riprese nel secondo dopoguerra. Negli anni '60, più di 15.000 uomini italiani lavoravano nel settore edilizio di Toronto, rappresentando un terzo di tutti i lavoratori edili della città. Il 90% degli italiani immigrati in Canada dopo la seconda guerra mondiale rimase in Canada e, decenni dopo quel periodo, la comunità parlava ancora correntemente la propria lingua madre. Durante gli anni '50 e '60 iniziarono a emergere ristoranti italiani, così come supermercati italiani, che si sono espansi nel tempo, come ad esempio Longo's.
Dagli anni '60 ebbe inizio il declino della popolazione italiana residente a Little Italy, passando dai 15.000 italiani del 1961 (35%), a 8.000 nel 1971, e a 3.600 nel 1991 (13%). Dagli anni '70, gli immigrati italiani di Little Italy si sono spostati verso nord in Corso Italia presso St. Clair Avenue West. Una delle più grandi feste che ebbe luogo in questa zona della città fu quando la Nazionale di calcio dell'Italia vinse il campionato mondiale di calcio nel 1982, con oltre 300.000 fan coinvolti, che invasero le strade occupando quasi 20 isolati della città tra Caledonia Road e Oakwood Avenue. Nel 1981 circa 35.000 italiani vivevano in questa zona, tuttavia, nel 1991, essi erano scesi a 20.000. Gran parte della popolazione italiana si è successivamente trasferita nella parte nord-occidentale della città, e nel 2001 le comunità di North York di Maple Leaf, Pelmo Park-Humberlea, e Humber Summit avevano la più alta concentrazione di italocanadesi in città, con rispettivamente il 41,6%, 40,4% e 39,5%, anche se da allora si è registrata una diminuzione. Sebbene nei due storici quartieri italiani di Palmerston-Little Italy e Corso Italia-Davenport siano ancora presenti diversi ristoranti e panetterie italiani, la composizione demografica di questi quartieri è ormai profondamente mutata.
La successiva migrazione interna alla città di italo-canadesi avvenne con lo spostamento verso a nord-ovest, verso la periferia di Toronto, in particolare, verso le località di York di Woodbridge (Vaughan) e Nobleton (King), e la comunità Peel di Bolton (Caledon). Nel 2001, 79.835 italo-canadesi vivevano a Vaughan, pari al 44,0% della popolazione. Poiché la presenza di nuovi immigrati di altri Paesi ha rafforzato in modo significativo la popolazione, la concentrazione di italocanadesi è costantemente diminuita, con 85.030 italocanadesi che rappresentano il 26,5% della popolazione nel 2021. Nel 2016, la comunità di Woodbridge all'interno di Vaughan ospitava 55.960 di questi italocanadesi, pari al 53,5% della popolazione, la più numerosa mai registrata di una località canadese. Nel 2021 la concentrazione di italocanadesi a Woodbridge è scesa al 46,7%, mentre la concentrazione nella comunità di Nobleton è leggermente aumentata (3.120; 47,6%), divenendo la località con la più alta concentrazione di italo-canadesi.

## Demografia

### Presenza etnica
A partire dal censimento del 2021, 468.970 residenti Grande Toronto hanno dichiarato di avere antenati italiani, costituendo il 7,1% della popolazione dell'area, segnando una diminuzione dell'8,3% rispetto ai 511.680 abitanti del censimento del 2016. La maggioranza vive a Toronto (167.460, corrispondente al sei percento della popolazione totale), mentre 145.695 vivono a York (12 percento della popolazione) — che costituiscono quasi il 70 percento della popolazione della Grande Toronto.
| Divisione del censimento              | Popolazione (1991) | % della popolazione etnica totale (1991) | Popolazione (1996) | % della popolazione etnica totale (1996) | Popolazione (2001) | % della popolazione etnica totale (2001) | Popolazione (2006) | % della popolazione etnica totale (2006) |
| ------------------------------------- | ------------------ | ---------------------------------------- | ------------------ | ---------------------------------------- | ------------------ | ---------------------------------------- | ------------------ | ---------------------------------------- |
| Toronto                               | 212.665            | 9,4%                                     | 203.220            | 8,5%                                     | 185.230            | 7,5%                                     | 180.660            | 7,3%                                     |
| York                                  | 86.755             | 17,2%                                    | 103.935            | 17,5%                                    | 126.740            | 17,4%                                    | 150.245            | 16,9%                                    |
| Peel                                  | 67.585             | 9,2%                                     | 78.765             | 9,2%                                     | 85.020             | 8,6%                                     | 93.200             | 8,1%                                     |
| Halton                                | 17.440             | 5,6%                                     | 22.900             | 6,7%                                     | 26.345             | 7,1%                                     | 35.525             | 8,2%                                     |
| Durham                                | 16.610             | 4,1%                                     | 21.250             | 4,6%                                     | 25.235             | 5,0%                                     | 31.200             | 5,6%                                     |
| Grande Toronto (totale)               | 401.055            | 9,1%                                     | 430.070            | 9,3%                                     | 448.570            | 8,9%                                     | 490.830            | 8,9%                                     |
| Censimento Area Metropolitana Toronto | 387.655            | 10,1%                                    | 414.310            | 9,8%                                     | 429.380            | 9,2%                                     | 466.155            | 9,2%                                     |

| Divisione del censimento              | Popolazione (2011) | % della popolazione etnica totale (2011) | Popolazione (2016) | % della popolazione etnica totale (2016) | Popolazione (2021) | % della popolazione etnica totale (2021) |
| ------------------------------------- | ------------------ | ---------------------------------------- | ------------------ | ---------------------------------------- | ------------------ | ---------------------------------------- |
| Toronto                               | 177.065            | 6,9%                                     | 182.495            | 6,8%                                     | 167.460            | 6,1%                                     |
| York                                  | 159.950            | 15,6%                                    | 159.465            | 14,5%                                    | 145.695            | 12,5%                                    |
| Peel                                  | 89.665             | 7,0%                                     | 88.110             | 6,4%                                     | 76.240             | 5,3%                                     |
| Halton                                | 40.495             | 8,2%                                     | 44.695             | 8,3%                                     | 43.970             | 7,5%                                     |
| Durham                                | 33.415             | 5,6%                                     | 36.915             | 5,8%                                     | 35.605             | 5,2%                                     |
| Grande Toronto (totale)               | 500.590            | 8,4%                                     | 511.680            | 8,1%                                     | 468.970            | 7,1%                                     |
| Censimento Area Metropolitana Toronto | 475.090            | 8,6%                                     | 484.360            | 8,3%                                     | 444.755            | 7,2%                                     |

| Suddivisione del censimento | Popolazione (1991) | % della popolazione etnica totale (1991) | Popolazione (1996) | % della popolazione etnica totale (1996) | Popolazione (2001) | % della popolazione etnica totale (2001) | Popolazione (2006) | % della popolazione etnica totale (2006) |
| --------------------------- | ------------------ | ---------------------------------------- | ------------------ | ---------------------------------------- | ------------------ | ---------------------------------------- | ------------------ | ---------------------------------------- |
| Vaughan                     | 51.605             | 46,3%                                    | 60.125             | 45,4%                                    | 79.835             | 44,0%                                    | 91.325             | 38,4%                                    |
| Mississauga                 | 42.630             | 9,2%                                     | 47.365             | 8,7%                                     | 48.035             | 7,9%                                     | 49.025             | 7,4%                                     |
| Brampton                    | 20.610             | 8,8%                                     | 24.345             | 9,1%                                     | 25.775             | 8,0%                                     | 28.850             | 6,7%                                     |
| Richmond Hill               | 12.705             | 15,9%                                    | 15.765             | 15,5%                                    | 16.360             | 12,4%                                    | 20.830             | 12,9%                                    |
| Markham                     | 11.395             | 7,4%                                     | 12.160             | 7,0%                                     | 11.830             | 5,7%                                     | 14.110             | 5,4%                                     |
| Oshawa CMA                  | 9.770              | 4,1%                                     | 11.675             | 4,4%                                     | 13.990             | 4,8%                                     | 18.225             | 5,6%                                     |
| Oakville                    | 7.775              | 6,8%                                     | 10.615             | 8,3%                                     | 12.280             | 8,6%                                     | 15.195             | 9,2%                                     |
| Burlington                  | 6.325              | 4,9%                                     | 7.715              | 5,6%                                     | 9.520              | 6,4%                                     | 11.430             | 7,0%                                     |
| Caledon                     | 4.345              | 12,4%                                    | 7.055              | 17,7%                                    | 11.215             | 22,3%                                    | 15.330             | 27,0%                                    |
| Pickering                   | 3.615              | 5,3%                                     | 4.970              | 6,3%                                     | 5.820              | 6,7%                                     | 6.100              | 7,0%                                     |
| King                        | 3.320              | 18,3%                                    | 3.880              | 21,3%                                    | 4.175              | 22,6%                                    | 5.105              | 26,3%                                    |
| Newmarket                   | 2.505              | 5,5%                                     | 4.250              | 7,4%                                     | 5.825              | 9,0%                                     | 6.705              | 9,1%                                     |
| Ajax                        | 2.380              | 4,2%                                     | 3.370              | 5,2%                                     | 3.990              | 5,4%                                     | 4.805              | 5,4%                                     |
| Milton                      | 2.085              | 6,5%                                     | 2.470              | 7,7%                                     | 2.355              | 7,6%                                     | 4.730              | 8,9%                                     |
| Aurora                      | 1.915              | 6,5%                                     | 3.605              | 10,3%                                    | 4.030              | 10,1%                                    | 5.455              | 11,6%                                    |
| Whitchurch-Stouffville      | 1.320              | 7,2%                                     | 1.440              | 7,3%                                     | 1.500              | 6,9%                                     | 2.880              | 12,0%                                    |
| Halton Hills                | 1.255              | 3,4%                                     | 2.095              | 4,9%                                     | 2.195              | 4,6%                                     | 4.165              | 7,5%                                     |
| Georgina                    | 1.075              | 3,6%                                     | 1.610              | 4,6%                                     | 2.105              | 5,4%                                     | 2.200              | 5,3%                                     |
| East Gwillimbury            | 875                | 4,8%                                     | 1.090              | 5,5%                                     | 1.085              | 5,4%                                     | 1.605              | 7,8%                                     |
| Uxbridge                    | 405                | 2,9%                                     | 525                | 3,3%                                     | 660                | 3,8%                                     | 1.100              | 5,8%                                     |
| Scugog                      | 360                | 2,0%                                     | 510                | 2,7%                                     | 630                | 3,2%                                     | 675                | 3,2%                                     |
| Brock                       | 70                 | 0,6%                                     | 300                | 2,6%                                     | 155                | 1,3%                                     | 300                | 2,6%                                     |

| Suddivisione del censimento | Popolazione (2011) | % della popolazione etnica totale (2011) | Popolazione (2016) | % della popolazione etnica totale (2016) | Popolazione (2021) | % della popolazione etnica totale (2021) |
| --------------------------- | ------------------ | ---------------------------------------- | ------------------ | ---------------------------------------- | ------------------ | ---------------------------------------- |
| Vaughan                     | 94.970             | 33,2%                                    | 94.725             | 31,1%                                    | 85.030             | 26,5%                                    |
| Mississauga                 | 46.101             | 6,5%                                     | 44.840             | 6,3%                                     | 38.075             | 5,3%                                     |
| Brampton                    | 27.780             | 5,3%                                     | 25.185             | 4,3%                                     | 20.535             | 3,2%                                     |
| Richmond Hill               | 21.570             | 11,7%                                    | 19.210             | 9,9%                                     | 16.125             | 8,0%                                     |
| Oshawa CMA                  | 20.265             | 5,8%                                     | 22.870             | 6,1%                                     | 22.745             | 5,5%                                     |
| Oakville                    | 16.970             | 9,4%                                     | 16.900             | 8,8%                                     | 15.315             | 7,2%                                     |
| Caledon                     | 15.875             | 26,9%                                    | 18.095             | 27,3%                                    | 17.630             | 23,2%                                    |
| Markham                     | 13.130             | 4,4%                                     | 12.060             | 3,7%                                     | 9.515              | 2,8%                                     |
| Burlington                  | 12.755             | 7,4%                                     | 14.235             | 7,9%                                     | 15.545             | 8,5%                                     |
| Newmarket                   | 7.880              | 10,0%                                    | 8.045              | 9,7%                                     | 7.405              | 8,6%                                     |
| Aurora                      | 6.795              | 13,0%                                    | 6.835              | 12,5%                                    | 6.315              | 10,3%                                    |
| Milton                      | 6.530              | 7,8%                                     | 8.345              | 7,7%                                     | 7.620              | 5,8%                                     |
| King                        | 6.340              | 32,1%                                    | 8.405              | 34,5%                                    | 9.555              | 35,1%                                    |
| Pickering                   | 6.065              | 6,9%                                     | 5.940              | 6,5%                                     | 5.570              | 5,7%                                     |
| Ajax                        | 5.405              | 5,0%                                     | 5.390              | 4,5%                                     | 4.320              | 3,4%                                     |
| Whitchurch-Stouffville      | 4.680              | 12,6%                                    | 5.325              | 11,7%                                    | 5.005              | 10,1%                                    |
| Halton Hills                | 4.245              | 7,3%                                     | 5.215              | 8,7%                                     | 5.490              | 8,8%                                     |
| Georgina                    | 2.880              | 6,7%                                     | 2.815              | 6,3%                                     | 3.465              | 7,4%                                     |
| East Gwillimbury            | 1.695              | 7,7%                                     | 2.045              | 8,7%                                     | 3.270              | 9,6%                                     |
| Uxbridge                    | 845                | 4,1%                                     | 1.205              | 5,7%                                     | 1.620              | 7,6%                                     |
| Scugog                      | 620                | 2,9%                                     | 1.035              | 4,9%                                     | 915                | 4,3%                                     |
| Brock                       | 215                | 1,9%                                     | 470                | 4,1%                                     | 425                | 3,5%                                     |

| Distretto                       | Popolazione (2016) | % della popolazione etnica totale (2016) | Popolazione (2021) | % della popolazione etnica totale (2021) |
| ------------------------------- | ------------------ | ---------------------------------------- | ------------------ | ---------------------------------------- |
| Vaughan—Woodbridge              | 55.960             | 53,5%                                    | 49.660             | 46,7%                                    |
| King—Vaughan                    | 40.955             | 31,2%                                    | 39.040             | 26,5%                                    |
| Dufferin—Caledon                | 22.020             | 17,3%                                    | 22.110             | 15,6%                                    |
| Etobicoke Centre                | 17.545             | 15,1%                                    | 16.515             | 14,1%                                    |
| York South-Weston               | 14.710             | 12,8%                                    | 12.680             | 11,0%                                    |
| Aurora-Oak Ridges-Richmond Hill | 14.160             | 12,4%                                    | 11.740             | 10,0%                                    |
| York Centre                     | 13.880             | 13,4%                                    | 12.610             | 11,8%                                    |
| Humber River—Black Creek        | 13.800             | 12,8%                                    | 11.335             | 10,2%                                    |
| Oakville North—Burlington       | 12.260             | 9,6%                                     | 12.205             | 8,3%                                     |
| Newmarket—Aurora                | 11.955             | 10,3%                                    | 11.120             | 8,9%                                     |
| Davenport                       | 11.875             | 11,1%                                    | N/A                | N/A                                      |
| Etobicoke—Lakeshore             | 11.545             | 9,1%                                     | 12.230             | 8,7%                                     |
| Mississauga—Lakeshore           | 10,565             | 9.1%                                     | N/A                | N/A                                      |
| York—Simcoe                     | 10.085             | 9,9%                                     | 13.000             | 10,6%                                    |

### Lingua e immigrazione
Nel 2021, dei 468.970 italiani nella Grande Toronto, 89.380 sono immigrati nati in Italia, mentre 128.420 hanno dichiarato l'italiano come loro madrelingua.
| Divisione di censimento               | Madrelingua italiano (1991) | Parlanti totali di lingue non ufficiali (non inglese o francese) (1991) | Madrelingua italiano (1996) | Parlanti totali di lingue non ufficiali (non inglese o francese) (1996) | Madrelingua italiano (2001) | Parlanti totali di lingue non ufficiali (non inglese o francese) (2001) | Madrelingua italiano (2006) | Parlanti totali di lingue non ufficiali (non inglese o francese) (2006) |
| ------------------------------------- | --------------------------- | ----------------------------------------------------------------------- | --------------------------- | ----------------------------------------------------------------------- | --------------------------- | ----------------------------------------------------------------------- | --------------------------- | ----------------------------------------------------------------------- |
| Toronto                               | 115.660                     | 15,4%                                                                   | 114.095                     | 11,5%                                                                   | 99.230                      | 9,0%                                                                    | 85.055                      | 7,3%                                                                    |
| York                                  | 40.915                      | 32,7%                                                                   | 49.040                      | 25,5%                                                                   | 57.535                      | 20,9%                                                                   | 60.800                      | 15,6%                                                                   |
| Peel                                  | 26.875                      | 14,9%                                                                   | 31.465                      | 11,4%                                                                   | 30.995                      | 8,4%                                                                    | 30.920                      | 6,1%                                                                    |
| Halton                                | 4.600                       | 12,5%                                                                   | 5.835                       | 12,5%                                                                   | 6.050                       | 11,0%                                                                   | 7.120                       | 8,8%                                                                    |
| Durham                                | 4.685                       | 12,8%                                                                   | 6.110                       | 12,8%                                                                   | 6.385                       | 11,9%                                                                   | 6.825                       | 9,7%                                                                    |
| Grande Toronto (totale)               | 192.735                     | 17,7%                                                                   | 206.545                     | 14,7%                                                                   | 200.195                     | 12,2%                                                                   | 190.720                     | 9,5%                                                                    |
| Censimento Area Metropolitana Toronto | 218,120                     | 17,3%                                                                   | 202.440                     | 13,3%                                                                   | 195.960                     | 10,8%                                                                   | N/A                         | N/A                                                                     |

| Divisione di censimento               | Madrelingua italiano (2011) | Parlanti totali di lingue non ufficiali (non inglese o francese) (2011) | Madrelingua italiano (2016) | Parlanti totali di lingue non ufficiali (non inglese o francese) (2016) | Madrelingua italiano (2021) | Parlanti totali di lingue non ufficiali (non inglese o francese) (2021) |
| ------------------------------------- | --------------------------- | ----------------------------------------------------------------------- | --------------------------- | ----------------------------------------------------------------------- | --------------------------- | ----------------------------------------------------------------------- |
| Toronto                               | 71.725                      | 6,2%                                                                    | 62.640                      | 5,3%                                                                    | 50.995                      | 4,4%                                                                    |
| York                                  | 58.305                      | 12,6%                                                                   | 54.685                      | 10,3%                                                                   | 46.270                      | 8,3%                                                                    |
| Peel                                  | 27.015                      | 4,7%                                                                    | 24.420                      | 3,9%                                                                    | 19.795                      | 3,0%                                                                    |
| Halton                                | 7.215                       | 6,9%                                                                    | 7.060                       | 5,2%                                                                    | 6.150                       | 3,7%                                                                    |
| Durham                                | 6.265                       | 8,2%                                                                    | 6.140                       | 6,2%                                                                    | 5.210                       | 4,2%                                                                    |
| Grande Toronto (totale)               | 183.200                     | 7,7%                                                                    | 154.945                     | 6,2%                                                                    | 128.420                     | 4,8%                                                                    |
| Censimento Area Metropolitana Toronto | 166.415                     | 7,2%                                                                    | 151.415                     | 6,0%                                                                    | 125.895                     | 4,8%                                                                    |

| Divisione del censimento              | Popolazione (2011) | % di immigrati in Canada (2011) | Popolazione (2016) | % di immigrati in Canada (2016) | Popolazione (2021) | % di immigrati in Canada (2021) |
| ------------------------------------- | ------------------ | ------------------------------- | ------------------ | ------------------------------- | ------------------ | ------------------------------- |
| Toronto                               | 53.485             | 4,3%                            | 45.515             | 3,6%                            | 37.705             | 2,9%                            |
| York                                  | 38.100             | 8,2%                            | 36.040             | 7,0%                            | 31.305             | 5,6%                            |
| Peel                                  | 17.780             | 2,7%                            | 16.575             | 2,3%                            | 13.525             | 1,8%                            |
| Durham                                | 3.955              | 2,6%                            | 3.860              | 2,6%                            | 3.295              | 1,8%                            |
| Halton                                | 3.780              | 2,9%                            | 3.785              | 2,4%                            | 3.550              | 1,8%                            |
| Grande Toronto (totale)               | 117.100            | 4,5%                            | 105.775            | 3,8%                            | 89.380             | 3,0%                            |
| Censimento Area Metropolitana Toronto | 115.060            | 4,5%                            | 103.620            | 3,8%                            | 87.875             | 3,1%                            |

## Media
A Toronto erano presenti giornali, televisioni e radio locali in lingua italiana. Johnny Lombardi fondò nel 1966, a Palmerston-Little Italy, una delle prime stazioni radio multilingue in Canada: CHIN.

## Residenti famosi
- Jimi Bertucci
- Alessia Cara
- Michele Cera
- Philip de Grassi
- James Forneri
- Gianni Lombardi
- Daniela Sanzone

A Little Italy si trova la Italian walk of fame.